# دهستان دربند
دهستان دربند نام دهستانی در بخش جلگه سنخواست شهرستان جاجرم، استان خراسان شمالی در ایران است. براساس سرشماری مرکز آمار ایران در سال ۱۳۸۵، جمعیت آن ۳۵۳۰ نفر (۸۳۹ خانوار) بوده‌است.